# 皮博迪能源
皮博迪能源公司（Peabody Energy），簡稱皮博迪能源，又稱皮博地能源，是美國及世界最大的私人上市煤炭企業，煤礦主要集中在美國及澳洲。公司總部在美國密蘇里州聖路易斯。

## 歷史
- 1883年，弗朗西斯·皮博迪（英语：Francis S. Peabody）在芝加哥創立了皮博迪煤炭公司。
- 1895年，弗朗西斯·皮博迪在伊利諾伊州的威廉姆森縣開發了第一個煤礦，並開始購買伊利洛斯產煤區數千畝的儲量。
- 1949年，皮博迪煤炭公司在紐約證券交易所上市。
- 1955年，世界第三大煤炭公司辛克雷爾公司與皮博迪公司合併，由於皮博迪的上市資格可以為辛克雷爾公司提供資金來源，皮博迪煤炭公司的名稱得到保留。
- 1957年，皮博迪開始美國西部勘探計畫，並在澳洲昆士蘭建立首個北美洲以外的業務。
- 1984年，皮博迪收購阿姆科的西弗吉尼亞州煤礦。
- 1987年，皮博迪收購東部燃氣燃料聯合公司的煤礦。
- 1990年，漢森公司（英语：Hanson plc）收購皮博迪公司。
- 1996年，漢森公司將皮博迪公司和一家英國電力公司合併，建立「皮博迪能源公司」。
- 1997年，波特兰的太平洋公司收購皮博迪公司。
- 1998年，皮博迪成為獨立的美國能源公司，也成為美國最大煤炭公司，也是世界最大的煤炭公司。
- 2001年，皮博迪能源公司在紐約證券交易所上市。
- 2002年，皮博迪收購畢威·登煤炭公司在西肯塔基州的煤礦，以及阿克拉煤炭股份25%的資產。
- 2003年，皮博迪收購黑·博伊特煤炭公司18%的資產。
- 2006年，皮博迪收購澳洲Excel Coal公司。
- 2011年，皮博迪能源以51億美元槓桿收購澳洲 Macarthur 煤礦。
- 2016年4月13日，皮博迪申請破產保護。
- 2016年11月，特朗普赢得总统大选后翌日，股价大涨超50%。
- 2017年10月，法官裁定，皮博迪能源因申请破产保护免于加州海岸社区于2017年7月对多家化石能源公司发起的全球变暖诉讼。
- 2018年，皮博迪能源宣布计划向总部位于伦敦的Arq公司投资1000万美元，用于研发将煤炭转化为石油产品的相关技术。